# أوسكار كول
أوسكار كول (بالإسبانية: Óscar Coll)‏ (1 سبتمبر 1928 ببوينس آيرس في الأرجنتين - ) هو لاعب كرة قدم أرجنتيني في مركز مهاجم ‏. لعب مع إسبانيول وريفر بليت ونادي أونيفرسيداد دي تشيلي ونادي سان لورينزو وأتليتكو بلاتينسي ‏.

## وصلات خارجية
- أوسكار كول على موقع قاعدة بيانات كرة القدم.إي يو (الإنجليزية)
- أوسكار كول على موقع عالم كرة القدم.نت (الإنجليزية)